# Resolució 1912 del Consell de Seguretat de les Nacions Unides
La Resolució 1912 del Consell de Seguretat de les Nacions Unides fou adoptada per unanimitat el 26 de febrer de 2010. després de reafirmar les resolucions 1599 (2005), 1677 (2006), 1699 (2006), 1703 (2006), 1704 (2006), 1745 (2007), 1802 (2008) i 1867 (2009) sobre la situació a Timor Oriental, a més d'assenyalar un informe del Secretari General Ban Ki-moon, el Consell va decidir ampliar el mandat de la Missió Integrada de les Nacions Unides a Timor Oriental (UNMIT) fins al 26 de febrer de 2011.
El Consell també va fer seva la recomanació del Secretari General de reconfigurar el component de policia de la UNMIT, incloent la seva disposició, de manera que es poguessin restablir les responsabilitats policials de la Policia Nacional de Timor Oriental (PNTL) durant una represa gradual, de conformitat amb els criteris acordats entre el govern de Timor Oriental i la UNMIT. Segons l'informe del secretari general, la presència de la policia internacional es reduiria de 1.608 a 1.280 efectius a mitjans de 2011. Va instar ambdós dos a seguir cooperant per implementar de manera ràpida el procés de represa i demana a la UNMIT que garanteixi el manteniment de la seguretat pública i intensifiqui els seus esforços per ajudar a la formació i l'enfortiment de la PNTL.
La resolució va indicar la necessitat que les operacions i regles de compromís s'actualitzessin periòdicament quan fos necessari, i que estiguessin totalment d'acord amb les disposicions de la resolució. Demana al Secretari General que informi al Consell sobre aquest assumpte i el dels països que aporten contingents i de la policia dins dels 30 dies següents a l'aprovació de la resolució actual. El Consell també va reafirmar la importància de la rendició de comptes i la justícia, expressant el seu suport a la UNMIT per ajudar el govern de Timor mentre aborda la reforma del sistema judicial.
El Consell demanava a la UNMIT que col·laborés amb els altres actors de les Nacions Unides i a les altres organitzacions pertinents a Timor Oriental que donessin suport al govern de Timor i altres institucions en el disseny de plans relatius a la reducció de la pobresa, la millora de l'educació i la promoció d'un mitjà de vida sostenible i creixement econòmic. Addicionalment, va demanar al govern de Timor Oriental que intensifiqués les iniciatives de construcció de pau, en particular pel que fa a l'ocupació, centrant-se en les zones rurals i els joves, així com el desenvolupament socioeconòmic. Abans de l'aprovació de la resolució actual, el cap de la UNMIT Ameerah Haq va dir que des dels disturbis del 2006 el país havia fet "progressos notables", però va advertir que els objectius de recuperació i desenvolupament a llarg termini eren desafiants.
La resolució 1912 va concloure demanant al Secretari General que informés al Consell abans del 15 d'octubre de 2010 sobre els elements relatius a la reconfiguració del component policial de la UNMIT i, no més tard del 26 de gener de 2011, sobre possibles ajustaments al mandat i la força de la UNMIT .